# Каменка (Уланский район)
Каменка (каз. Каменка) — село в Уланском районе Восточно-Казахстанской области Казахстана. Административный центр Каменского сельского округа. Находится примерно в 44 км к западу от районного центра, посёлка Касыма Кайсенова. Код КАТО — 636255100.

## Население
В 1999 году население села составляло 1012 человек (471 мужчина и 541 женщина). По данным переписи 2009 года, в селе проживало 769 человек (374 мужчины и 395 женщин).

## Известные уроженцы
Безголосов Виталий Мефодьевич (1920—1945) — старшина Рабоче-крестьянской Красной Армии, участник Великой Отечественной войны, Герой Советского Союза.